# バニャーラ・ディ・ロマーニャ
バニャーラ・ディ・ロマーニャ（伊: Bagnara di Romagna）は、イタリア共和国エミリア＝ロマーニャ州ラヴェンナ県にある、人口約2,400人の基礎自治体（コムーネ）。

## 地理

### 位置・広がり
ラヴェンナ県西部に位置する。

#### 隣接コムーネ
隣接するコムーネは以下の通り。括弧内のBOはボローニャ県所属を示す。
- コティニョーラ
- イーモラ (BO)
- ルーゴ
- モルダーノ (BO)
- ソラローロ

### 気候分類・地震分類
バニャーラ・ディ・ロマーニャにおけるイタリアの気候分類 (it) および度日は、zona E, 2262 GGである。
また、イタリアの地震リスク階級 (it) では、zona 2 (sismicità media) に分類される。

## 姉妹都市
- アデルマンスフェルデン（ドイツ語版）、ドイツ 2007年
- Saint-Drézéry、フランス 2009年